# Salvatore Carta
Salvatore Carta (* 23. Mai 1964 in Turin) ist ein italienischer Offizier (Brigadegeneral).
Er besuchte u. a. die Accademia Militare di Modena und wurde dann bei den Pionieren des italienischen Heeres verwendet. Von 2000 bis 2002 absolvierte er die Führungsakademie der Bundeswehr (FüAkBw) in Hamburg und wurde 2002 für seine Jahresarbeit mit der Ehrenurkunde General Carl von Clausewitz der Clausewitz-Gesellschaft ausgezeichnet. 2007 wurde er Regimentskommandeur. Danach war er im Stab tätig. Carta ist seit 2014 Director of Management am NATO Defence College (NDC) in Rom.